# Николаев, Юрий Сергеевич
Ю́рий Серге́евич Никола́ев (11 июня 1905 — август 1998) — советский и российский психиатр. Доктор медицинских наук. Автор трудов на тему разгрузочно-диетической терапии.

## Семья
Родители Юрия являлись одними из учредителей Московского вегетарианского общества, созданного 16 марта 1909 г.
Отец — Сергей Дмитриевич Николаев, состоял в переписке с Л. Н. Толстым, пропагандировал экономическое учение Генри Джорджа, перевёл на русский язык несколько его книг.
Мать — Лариса Дмитриевна Николаева (в девичестве Нечаева) принимала участие в открытии вегетарианской столовой в Москве. Автор книги «Сто вегетарианских блюд. Наставления к приготовлению кушаний.» М., «Посредник», 1904 г.

## Биография
- 1928 — окончил биологический факультет МГУ.
- 1961-62 — заведовал кафедрой психиатрии Ростовского медицинского института.[2]

Судя по автобиографическим записям, заинтересованность в практиках лечебного голодания у Николаева появилась уже в молодом возрасте под воздействием близкого окружения — семьи и её друзей. Позже, с учётом личного профессионального опыта учёный решил использовать метод среди людей, страдающих психическими заболеваниями, со временем разработав конкретные рекомендации.
Докторская диссертация на тему «Разгрузочно-диетическая терапия шизофрении и её физиологическое обоснование» защищена в 1960 году.
- 1981 — по инициативе профессора Николаева при ГКБ № 68 (с 2017 года ГКБ имени В. П. Демихова) г. Москвы создано отделение разгрузочно-диетической терапии и лечебного голодания. С момента создания и до последних дней своей жизни Ю. С. Николаев курировал деятельность отделения и вёл на его базе приём больных. Ныне отделение Николаева в ГКБ Демихова не существует.[5]